# Корнифиции
Корнифициите (gens Cornificia) са фамилия от Древен Рим.
Известни от фамилията:
- Квинт Корнифиций, баща на поетесата Корнифиция
- Корнифиция, поетеса 1 век пр.н.е., сестра на поета Корнифиций [1]
- Квинт Корнифиций, поет, претор, оратор, авгур 1 век пр.н.[2]
- Квинт Корнифиций (трибун 69 пр.н.е.), народен трибун 69 пр.н.е., баща на квестора от 48 пр.н.е.
- Квинт Корнифиций, квестор 48 пр.н.е. при Юлий Цезар, управител на Сирия и Африка
- Луций Корнифиций, конник 52 пр.н.е., баща на суфектконсула от 35 пр.н.е.
- Луций Корнифиций, суфектконсул 35 пр.н.е.